# Trăntjovitsa
Trăntjovitsa (bulgariska: Трънчовица) är ett distrikt i Bulgarien.   Det ligger i kommunen Obsjtina Levski och regionen Pleven, i den centrala delen av landet, 160 km nordost om huvudstaden Sofia.